# Campionato italiano under 21 di canoa polo 2012
Il campionato italiano under 21 di canoa polo è stato la nona edizione di tale campionato organizzato dalla FICK. È stato vinto per la seconda volta dalla Polisportiva Nautica Katana, che ha rotto il lungo dominio del KST 2001 Siracusa, facendo comunque rimanere per l'ottavo anno di fila il titolo in Sicilia. La squadra catanese si è imposta in finale per 4-0 sulla Società Canottieri Ichnusa, mentre terzo è arrivato il Canoa Club Napoli. Come l'anno precedente sono salite sul podio le tre squadre provenienti dal girone Sud.

## Formula
Le 15 squadre erano divise in due gironi all'italiana su base geografica. Al termine della regular season le migliori tre classificate di entrambi i gironi si sono incontrate in sfide a eliminazione diretta che hanno determinato la classifica finale dei play-off scudetto.

## Girone 1

### Squadre iscritte
| Club                                          | Città                    |
| --------------------------------------------- | ------------------------ |
| Canottieri Comunali Firenze                   | Firenze                  |
| Canottieri Comunali Firenze B                 | Firenze                  |
| Canottieri Pisa                               | Pisa                     |
| Lega Navale Italiana Ancona                   | Ancona                   |
| Lega Navale Italiana San Benedetto del Tronto | San Benedetto del Tronto |
| Gruppo Canoe Polesine                         | Rovigo                   |
| Pro Scogli Chiavari                           | Chiavari                 |
| ARCI Borgata Marinara Lerici                  | Lerici                   |

### Date
- Andata: 2/3 giugno a San Benedetto del Tronto
- Ritorno: 15/16 settembre a Lerici

### Classifica finale
|  |    | Classifica 2012   | Pti | G  | V  | N | P  | GF  | GS  | DR   |
|  | -- | ----------------- | --- | -- | -- | - | -- | --- | --- | ---- |
|  | 1. | CC Firenze        | 35  | 14 | 11 | 2 | 1  | 99  | 24  | 75   |
|  | 2. | GC Polesine       | 34  | 14 | 10 | 4 | 0  | 102 | 27  | 75   |
|  | 3. | ARCI BM Lerici    | 32  | 14 | 10 | 2 | 2  | 82  | 36  | 46   |
|  | 4. | PS Chiavari       | 21  | 14 | 9  | 0 | 5  | 81  | 56  | 25   |
|  | 5. | LNI Ancona        | 20  | 14 | 6  | 2 | 6  | 78  | 53  | 25   |
|  | 6. | CC Firenze B      | 11  | 14 | 3  | 2 | 9  | 41  | 86  | -45  |
|  | 7. | LNI San Benedetto | 5   | 14 | 1  | 2 | 11 | 37  | 101 | -64  |
|  | 8. | Canott. Pisa      | 2   | 14 | 0  | 2 | 12 | 20  | 157 | -137 |

## Girone 2

### Squadre iscritte
| Club                        | Città    |
| --------------------------- | -------- |
| Società Canottieri Ichnusa  | Cagliari |
| Canoa Club Napoli           | Bacoli   |
| Circolo Nautico Posillipo   | Napoli   |
| CUS Bari                    | Bari     |
| Polisportiva Nautica Katana | Catania  |
| KST 2001 Siracusa           | Siracusa |
| Canoa Polo Ortigia          | Siracusa |

### Date
- Andata: 2/3 giugno Bacoli
- Ritorno: 15/16 settembre Castel Volturno

### Classifica finale
|  |    | Classifica 2012 | Pti | G  | V | N | P  | GF | GS | DR |
|  | -- | --------------- | --- | -- | - | - | -- | -- | -- | -- |
|  | 1. | SC Ichnusa      | 25  | 12 | 8 | 1 | 3  | ?? | ?? | ?? |
|  | 2. | PN Katana       | 25  | 12 | 8 | 1 | 3  | ?? | ?? | ?? |
|  | 3. | CC Napoli       | 25  | 12 | 8 | 1 | 3  | ?? | ?? | ?? |
|  | 4. | CN Posillipo    | 24  | 12 | 7 | 3 | 2  | ?? | ?? | ?? |
|  | 5. | KST Siracusa    | 14  | 12 | 4 | 2 | 6  | ?? | ?? | ?? |
|  | 6. | CUS Bari        | 9   | 12 | 3 | 0 | 10 | ?? | ?? | ?? |
|  | 7. | CP Ortigia      | 0   | 12 | 0 | 0 | 12 | ?? | ?? | ?? |

## Play-off Scudetto
- 6/7 ottobre Rovigo

### Spareggi per le semifinali
- GC Polesine - CC Napoli 1-5
- PN Katana - ARCI BM Lerici 6-0
- CC Napoli - GC Polesine 3-1
- ARCI BM Lerici - PN Katana 7-10

### Semifinali
- SC Ichnusa - CC Napoli 6-7
- CC Firenze A - PN Katana 2-3
- CC Napoli - SC Ichnusa 3-4
- PN Katana - CC Firenze A 5-2
- SC Ichnusa - CC Napoli 7-4

### Finali
- GC Polesine - ARCI BM Lerici 4-2
- CC Napoli - CC Firenze A 5-2
- PN Katana - SC Ichnusa 4-0

### Capocannonieri
- Federico Lai (SC Ichnusa) 10 reti
- Gianluca Distefano (PN Katana) 10 reti

## Vincitore
| Campione d'Italia 2012                  |
| --------------------------------------- |
| Polisportiva Nautica Katana (2º titolo) |

## Classifica dei play-off
1 PN Katana 
2 SC Ichnusa 
3 CC Napoli 
4 CC Firenze
5 GC Polesine
6 ARCI Lerici